# NGC 176
NGC 176 là một cụm mở nằm trong khoảng 3,5 triệu năm ánh sáng trong chòm sao Đỗ Quyên. Cụm sao này bao gồm một số ngôi sao cùng với một thiên hà khác khiến nó trở thành một trong những thiên hà hấp dẫn nhất trong số các thiên hà gần đó. Nó được phát hiện vào ngày 12 tháng 8 năm 1834 bởi John Herschel.